# IJzermieden
De IJzermieden (Fries: Izermieden), op de Schotanus-Halmakaart van 1718 'Augustiner Gaesten' (correcter: 'Augustinusgaaster mieden') genoemd, zijn een laaggelegen gebied (miede of made) van (thans) 110 hectare ten westen van het dorp Gerkesklooster in de Nederlandse provincie Friesland. Het woord ijzer duidt mogelijk op de winning van ijzeroer (moerasijzererts) in dit gebied, waarvan elders in de Twijzelermieden ook sporen zijn aangetroffen (vloeislakken).

## Geografie
De IJzermieden worden aan westzijde begrensd door de Bruggelaan (Bregeloane), aan noordzijde door de Dijkhuisterweg met de Oude Ried, aan oostzijde door de Dokkumer trekweg en Stroobosse Trekvaart en aan zuidzijde door de weg langs het Prinses Margrietkanaal (waarin de Trekvaart uitmondt), het oude Kolonelsdiep. De IJzermieden vormen onderdeel van het miedengebied van de gemeente Achtkarspelen. Ten westen ervan ligt de Polder Rohel, ten zuiden de Surhuizumermieden en ten noorden de Buitenpostermieden. Aan zuidwestzijde ligt de buurtschap Blauwverlaat (Blauforlaet), aan noordwestzijde de buurtschap Lutkepost (Lytsepost) en aan noordoostzijde het streekje Dijkhuizen (Dykhuzen). Aan de Dijkhuisterweg ligt ten noorden van de streek de boerderij De Lindenhoeve. In het noordoostelijk deel hebben in de 19e en of 20e eeuw petgaten gelegen. Door het gebied loopt een ontwateringssloot die via een gemaal uitmondt in het Prinses Margrietkanaal.

## Gangolf: Verdwenen dorp en kerkhof
Midden in de polder heeft naar men tegenwoordig denkt vroeger een kerkdorpje gestaan met de naam Sint Gangolf (Gangulfus). Dit is gebaseerd op een oorkonde uit 1387 waarin wordt gesproken over het opheffen van deze kerk en het feit dat er een kerkhof wordt genoemd op deze plek in documenten vanaf 1700. Dit kerkhof werd later vergraven en tegenwoordig resteert bijna niks meer van de heuvel waarin deze graven lagen. Het kerkdorpje zou ergens tussen 1240 en 1370 moeten zijn gesticht en in 1387 met de kerk moeten zijn opgeheven en definitief opgegeven, waarmee gesproken kan worden van een wüstung. De huizen zouden in de richting van de opstrek (naar het zuiden toe) kunnen hebben gestaan op de pastoriegronden. De inwoners kunnen zijn vertrokken naar de hogere kleirug van de Oude Riet waar het plaatsje Post (nu Lutkepost) werd gesticht.
Het document uit 1387 spreekt over wateroverlast tussen 1370 en 1387 waardoor de kerk met patroonheilige Gangolf was ingestort, de landerijen van de kerk en de huizen rondom waren verwoest en de parochianen waren weggetrokken. De kerk kon daardoor geen priester meer betalen en kreeg van de bisschop toestemming tot de opheffing van de parochie en samenvoeging daarvan met de 'naburige' parochiekerk van patroonheilige Augustinus; een kerk die gelijkgesteld wordt met die van Augustinusga. De stenen van de af te breken kerk mochten worden verkocht of gebruikt voor het onderhoud aan de kerk van Sint Augustinus. Wel moest het kerkhof bij de voormalige kerk onderhouden blijven en omheind worden om het te beschermen tegen wilde beesten en het te behouden voor begrafenissen. Omdat in 15e-eeuwse bronnen de kerk van Visvliet gewijd was aan Gangolf, werd lange tijd gedacht dat het om deze kerk ging. In 1993 werd echter als nieuwe hypothese aangenomen dat het ging om een verloren gegane kerk ten westen van Gerkesklooster. De redenen daarvoor waren:
- Dat er geen overstromingen bekend zijn rond de Lauwers (waar Visvliet ligt) en het gezien de rijke kleigrond aldaar niet voor de hand ligt dat deze lang werd verlaten (tussen 1387 en 1427 toen de huidige kerk van Visvliet werd gebouwd);
- De beide kerken van Augustinusga en Visvliet 8 kilometer uit elkaar staan en dus niet 'naburig' zijn (men moest de afstand te voet afleggen);
- De beide parochies niet aan elkaar grenzen (tussen beide ligt de parochie van Surhuizum);
- Het vermoeden bestaat dat Visvliet is afgesplitst van de parochie van Lutjegast (en het dus voor de hand ligt dat de parochianen daarbij terug zouden keren), daar tot 1884 nog een stuk land ten noorden van Visvliet (De Nie) bij Lutjegast hoorde;
- Er landerijen worden genoemd en de kerk van Visvliet geen landerijen kende;
- De kerk van Visvliet tot het klooster Jeruzalem van Gerkesklooster behoorde en in de oorkonde niet van kloosterbezittingen wordt gesproken.
- Uit de latere geschiedenis van Visvliet niks blijkt van een relatie met Augustinusga, wat dan wel voor de hand zou hebben gelegen.

De locatie in de IJzermieden kwam om deze redenen meer in aanmerking. In het Floreencohieren van Augustinusga van 1700 (nr. 221) komt hier een terrein met de naam "'t Kerckhoff genaemt" voor onder de kerkgebieden van Augustinusga. De aanwezigheid van dit tweede kerkhof van Augustinusga stelde historici voor een raadsel, totdat in 1993 de relatie met de naburige Gangolfkerk werd gelegd. De overstromingen zouden dan niet het resultaat zijn geweest van de zee, maar door de verlaging van het maaiveld alhier kon men de voeten er uiteindelijk niet meer droog houden. Het kerkhof komt als perceel onder andere nog voor in 1832 (kadastrale kaart) en 1848 (Floreencohier), maar werd in de loop der 19e eeuw vergraven tot een groter perceel. Later werd het nog verschillende malen gediepploegd, aangepast en werd de toplaag (felslaag) vermengd met klei en veen om deze vruchtbaarder te maken. Hiermee werden echter ook de middeleeuwse bodemsporen vernietigd. Op de plek resteert nog een verhoging met wat elzenstruiken.

## Waterschap
In 1878 werd het boezemwaterschap IJzermieden opgericht ter bemaling van het gebied, dat een oppervlakte had van 212 hectare. Hiervoor werd een watermolen met molenaarswoning opgericht en werden verder onder andere stroomsloten, wijken, pompen en barten (planken of ganghouten) aangelegd. In 1971 ging het waterschap op in het waterschap Lits en Lauwers (vroeger Achtkarspelen-Zuid genoemd), dat in 1997 opging in Wetterskip Lauwerswâlden, dat ten slotte in 2004 opging in Wetterskip Fryslân.